# Theta-Lösungsmittel
Ein Lösungsmittel wird als Theta-Lösungsmittel (oder auch θ-Lösungsmittel)  bezeichnet, wenn sich ein in ihm gelöstes Polymer wie eine ideale Kette verhält.
Polymere in Theta-Lösungsmitteln zeigen, ebenso wie Polymere in der Schmelze, ein d-dimensionales Random-Walk-Verhalten, wobei d die Dimensionalität des betrachteten Polymers ist.

## Physikalische Interpretation
Die Konformation, die von einer Polymerkette in verdünnter Lösung angenommen wird, kann als Random-Walk der Monomer-Untereinheiten mithilfe des Modells der frei verbundenen Kette modelliert werden. Dieses einfache Modell berücksichtigt jedoch keine sterischen Effekte.
Das Verhalten realer Polymere wird besser durch den selbstmeidenden Pfad (englisch self-avoiding walk, SAW) beschrieben, da Konformationen, bei denen unterschiedliche Segmente der Polymerkette den gleichen Raum einnehmen, physikalisch nicht möglich sind.
Dieses so ausgeschlossene Volumen bewirkt eine Ausdehnung des Polymers.
Die Konformation der Polymerkette wird durch die Qualität des Lösungsmittels beeinflusst. Die intermolekularen Wechselwirkungen zwischen Polymerkettensegmenten und Lösungsmittelmolekülen führen zu einer Wechselwirkungsenergie, welche positiv oder negativ sein kann.
Bei guter Löslichkeit des Polymers im Lösungsmittel sind Wechselwirkungen zwischen Polymersegmenten und Lösungsmittelmolekülen energetisch günstig und bewirken eine Expansion des Polymers.
Für schlechte Löslichkeit hingegen sind Polymer-Polymer-Wechselwirkungen bevorzugt und das Polymer zieht sich zusammen.
Die Löslichkeit hängt sowohl von der chemischen Zusammensetzung des Polymers und des Lösungsmittels als auch von der Temperatur der Lösung ab.
Wird ein Polymer in einem Lösungsmittel gerade so schlecht gelöst, dass die Effekte des Volumenausschlusses aufgehoben werden, ist die Theta (θ)-Bedingung erfüllt.
Die Theta-Bedingung wird für eine gegebene Kombination aus Polymer und Lösungsmittel bei der sogenannten Theta (θ)-Temperatur erfüllt.
Eine Polymerlösung bei Theta-Temperatur wird als Theta-Lösung bezeichnet.
Im Allgemeinen hängen die Eigenschaften von Polymerlösungen vom Lösungsmittel ab.
Wird jedoch eine Theta-Lösung verwendet, sind die messbaren Eigenschaften unabhängig vom verwendeten Lösungsmittel.
Das Polymer verhält dann genau so, wie es durch das ideale Kettenmodell vorhergesagt wird.
Dadurch wird die experimentelle Bestimmung wichtiger Größen wie des End-zu-End-Vektors oder des Trägheitsradius wesentlich vereinfacht.